# Пятнадцать племён Уэльса
«Пять королевских племён Уэльса» и «пятнадцать племён Гвинеда» относятся к одному классу генеалогических списков, составленных валлийскими бардами в середине XV-го века. Эти списки создавались на основании того, что многие из ведущих валлийских семей в своё время смогли проследить своё происхождение от «пяти королевских племён Уэльса» или «пятнадцать благородных племен Гвинеда». Это не означает, что все списки одинаковы.
Впервые упоминание о пятнадцати племенах Гвинеда появляется в манускрипте валлийского поэта Гутуна Овейна.
Позднее основная идея о пяти королевских и пятнадцати благородных племенах была использована валлийским собирателем древностей и генеалогом Филиппом Йорком в качестве модели в его книге Royal Tribes of Wales (Королевские племена Уэльса") (1799 г.).